# 空に歌えば/世界のそばで
「空に歌えば/世界のそばで」（そらにうたえば／せかいのそばで）は、2013年3月30日に発売されたnothingmanの3枚目のシングル。

## 概要
2013年3月30日に久屋大通公園で行われたnothingmanの野外ワンマンライブ「旗を立てる -快晴のリターンマッチ-」限定で販売されたシングルCD。
ジャケットはA4サイズの紙を折りたたんだものになっている。
価格は1000円(税込)。

## 収録曲
1. 空に歌えば
2. 世界のそばで